# معطفی (روستا)
 معطفی  به عربی ( الُمعطَفی )، روستایی است در دهستان وراق از توابع استان اِب در کشور یمن در شبه جزیره عربستان.

## جمعیت
جمعیت آن ( ۴۵) نفر (۵ خانوار) می‌باشد.